# UTAS UTS-15
UTS-15 là loại súng shotgun được phát triển bởi công ty UTAS tại Thổ Nhĩ Kỳ. Loại súng này được giới thiệu lần đầu tại triển lãm IDEX-2011 và bắt đầu chế tạo vào khoảng giữa năm 2011. Nó có hai ống đạn xếp kế tiếp nhau giúp cho có thể chứa được nhiều đạn nhưng vẫn giữ được kích thước cơ động.

## Phát triển
Năm 2006, hãng Smith & Wesson quyết định mở rộng số lượng sản phẩm shotgun theo hướng thiết kế mới lạ và độc đáo. Tại thời điểm đó Smith & Wesson không tự phát triển loại súng này thay vào đó sử dụng quy trình OEM chuyển trách nhiệm thiết kế và sản xuất đến cho hãng UTAS Makina tại Thỗ Nhĩ Kỳ vốn cũng là hãng sản xuất sản xuất các dòng shotgun nổi tiếng như Savage-Stevens và Kimber theo quy trình này. Sau khi cân nhắc một số yều cầu về thiết kế mới lạ và độc đáo hãng UTAS thấy thiết kế của khẩu Neostead khá thích hợp nên đã mua thiết kế của loại súng này sau đó bắt đầu cải tiến. Sau một thời gian nghiên cứu thì một loại súng mới đã được quyết định thực hiện cũng với thiết kế bullpup và hai ống đạn đôi như thiết kế của Neostead nhưng phần còn lại được thay toàn bộ. Đến năm 2008 thì Smith & Wesson rút khỏi dự án vì các vấn đề nội bộ còn UTAS quyết định tiếp tục theo đuổi thiết kế mới này một mình chứ không bỏ rơi nó với tên thiết kế được chọn là UTS-15 (Urban Tactical Shotgun 15 viên). Loại súng này được giới thiệu lần đầu tại sự kiện IDEX-2011 và tiến hành đưa vào sản xuất từ mùa hè năm 2011.

## Thiết kế
UTS-15 sử dụng cơ chế nạp đạn kiểu bơm với khóa nòng xoay gồm ba móc khóa viên đạn cố định vào vị trí và sử dụng thiết kế bullpup để có kích thước cơ động. Ốp lót tay phía trước của súng cũng chính là cần nạp đạn để súng bắt đầu chu kỳ nạp đạn xạ thủ chỉ việc kéo đẩy cần này. Khe nhả vỏ đạn nằm ở phía tay phải của súng và nó có một miếng che bụi đóng bằng tay và có thể tự động mở ra ngay khi cần bơm được kéo ra phía sau. Nòng súng được mạ crôm để tránh bị ăn mòn và đầu nòng có khắc rãnh xoắn để gắn ống bóp độ tản mác của đạn chùm.
Súng có hai ống đạn nằm ở phía trên song song với nòng, mỗi ống có thể chứa 7 viên và có khe nạp đạn riêng. Với ba chế độ chọn cách tiếp đạn cho nòng, xạ thủ chỉ việc điểu chỉnh bằng một nút nằm phía trên thân súng phía sau các khe nạp đạn để chọn việc ống đạn nào sẽ được sử dụng để đưa đạn vào nòng hay cả hai thay phiên nhau nạp, cách tiếp đạn này cho phép hai ống đạn nạp hai loại đạn khác nhau và có thể chọn sử dụng loại nào lúc thích hợp. Xạ thủ cũng có thể xem số lượng đạn có trong hai ống đạn qua khe phía trên hai ống, có ý kiến về hai khe này có thể ảnh hưởng đến việc giữ các bộ phận khỏi bụi bẩn nhưng nó cũng hữu dụng theo cách riêng.
Súng có hai công cụ hỗ trợ tác chiến tiêu chuẩn là đèn pin và hệ thống nhắm laser, phía bên phải thân súng có nút để chọn bật một trong hai công cụ này. Ngoài ra thân súng còn có các thanh răng để gắn các công cụ hỗ trợ tác chiến khác.